# عجوقة قطعية
عجوقة قطعية (الاسم العلمي:Ajuga incisia) هي نوع من النباتات تتبع جنس العجوقة من الفصيلة الشفوية.